# バオーネ
バオーネ（伊: Baone）は、イタリア共和国ヴェネト州パドヴァ県にある、人口約3,100人の基礎自治体（コムーネ）。

## 地理

### 位置・広がり
パドヴァ県南西部、コッリ・エウガネイに位置するコムーネ。ロヴィーゴから北北西へ21km、県都パドヴァから南西へ23km、ヴィチェンツァから南南東へ36km、州都ヴェネツィアから西南西へ54kmの距離にある。

#### 隣接コムーネ
隣接するコムーネは以下の通り。
- アルクァ・ペトラルカ
- チント・エウガーネオ
- エステ
- ガルツィニャーノ・テルメ
- ロッツォ・アテスティーノ
- モンセーリチェ

### 気候分類・地震分類
気候分類では、zona E, 2487 GGに分類される。
また、イタリアの地震リスク階級 (it) では、zona 3 (sismicità bassa) に分類される。

## 行政

### 分離集落
バオーネには、以下の分離集落（フラツィオーネ）がある。
- Calaone, Rivadolmo, Valle San Giorgio